# Gemeiner Riesenschirmling
Der Gemeine Riesenschirmling, Parasol oder Riesenschirmpilz (Macrolepiota procera) ist eine Pilzart aus der Familie der Champignonverwandten (Agaricaceae).

## Merkmale

### Makroskopische Merkmale

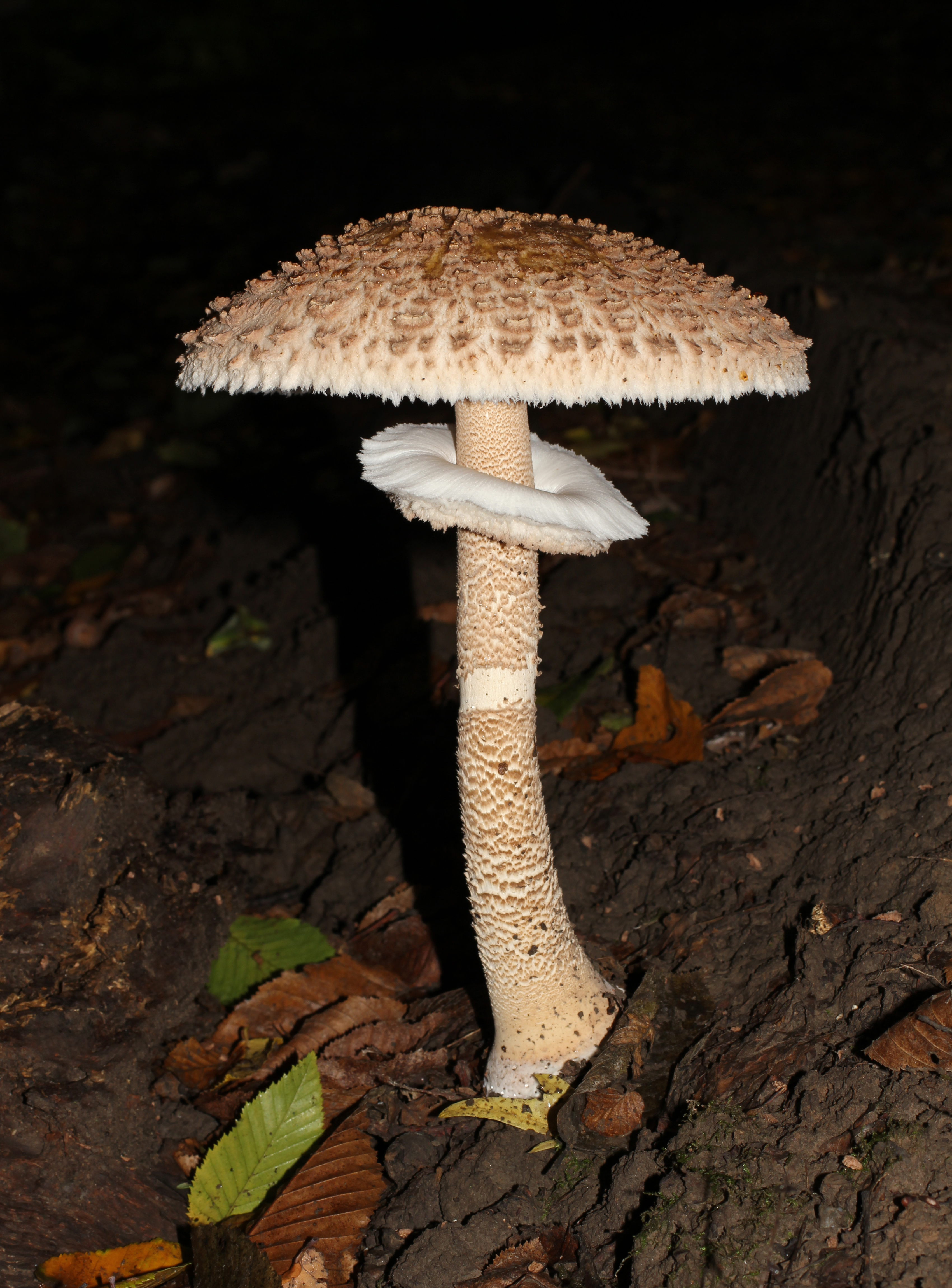
Die Hutoberseite des Parasols ist mit lockeren, scholligen und teils abstehenden Schuppen besetzt. Ein weiteres Merkmal ist ein doppelt dicker Stielring mit doppeltem Rand.

Junge Fruchtkörper mit geschlossenem, kugeligem Hut haben eine paukenschlegelartige Form. Nach dem Aufschirmen erreicht der Hut eine Breite von 12–30 (–44) cm. In der Mitte verbleibt ein stumpfer, abgesetzter Buckel. Während des Aufschirmens reißt die Huthaut auf, so dass mittelgroße, locker verteilte und konzentrisch angeordnete „Schuppen-Schollen“ entstehen. Sie heben sich durch die dunkle Färbung deutlich vom überwiegend weißlichen Untergrund ab und reichen nicht bis zum Rand. In der Mitte reißt die Hutoberfläche kaum auf, wodurch sie dort glatt und dunkelbraun bleibt. Die Lamellen sind zunächst weiß, später cremefarben. Sie sind nicht mit dem Stiel verbunden und lassen sich leicht vom Hut lösen. Das Sporenpulver ist weiß bis blass. Der hohle Stiel wird 15–40 cm lang und 1–2,5 cm dick. An der Basis ist er knollig verdickt und dort bis zu 4–5 cm breit. Die Stielrinde zeigt nach der Streckung auf der gesamten Länge eine braune Natterung auf hellem Grund. Der Ring (Annulus) ist dick, wattig und verschiebbar. Er ist doppelt aufgebaut und besitzt eine Laufrille. Der untere Teil ist braun geschuppt. Das weiße Fleisch (Trama) bleibt bei Verletzung unverfärbt. Es riecht schwach pilzartig oder spermatisch und schmeckt etwas nussartig.

Fruchtkörper in verschiedenen Altersstadien
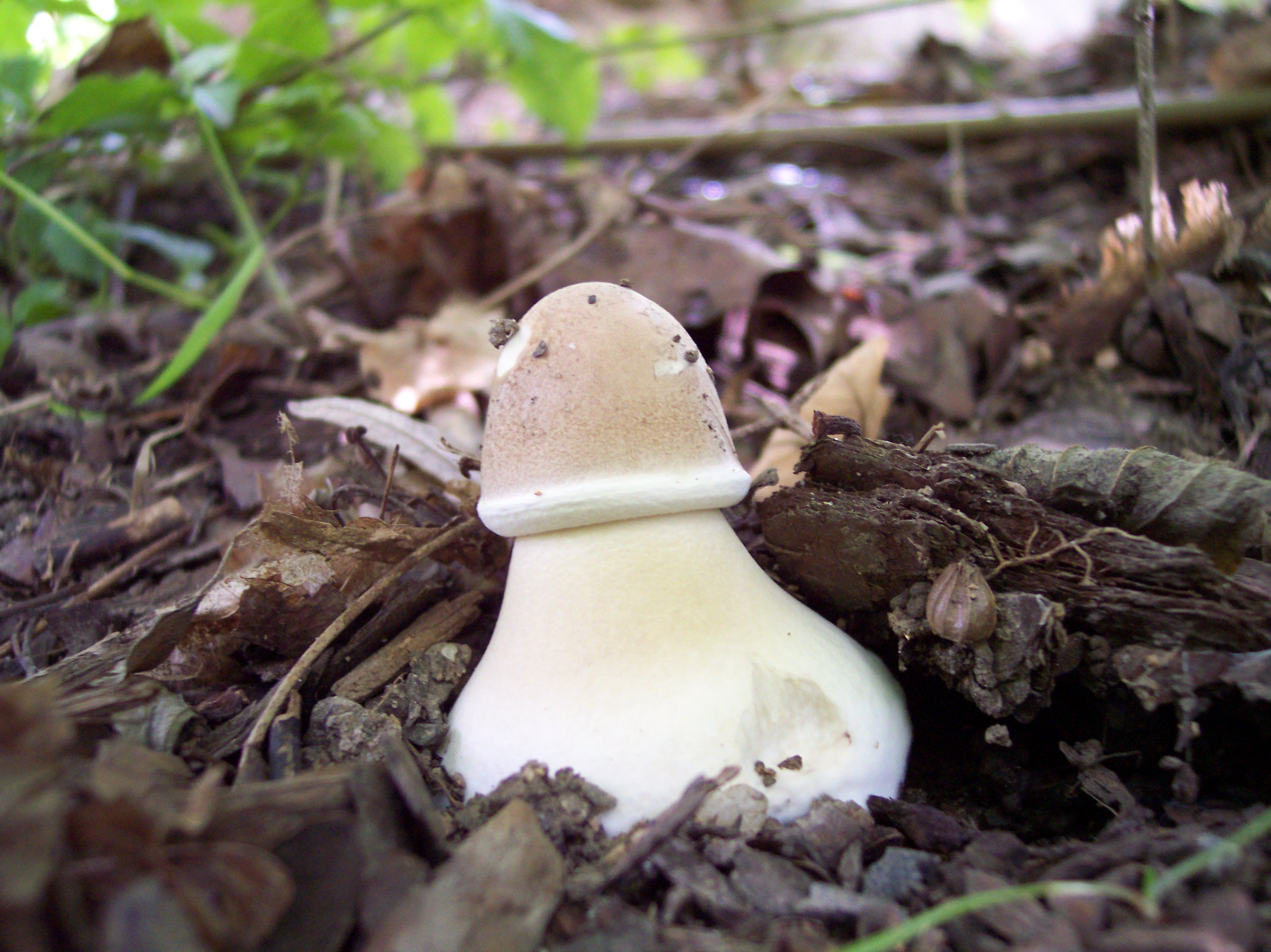
Junger Fruchtkörper vor dem Streckungsprozess
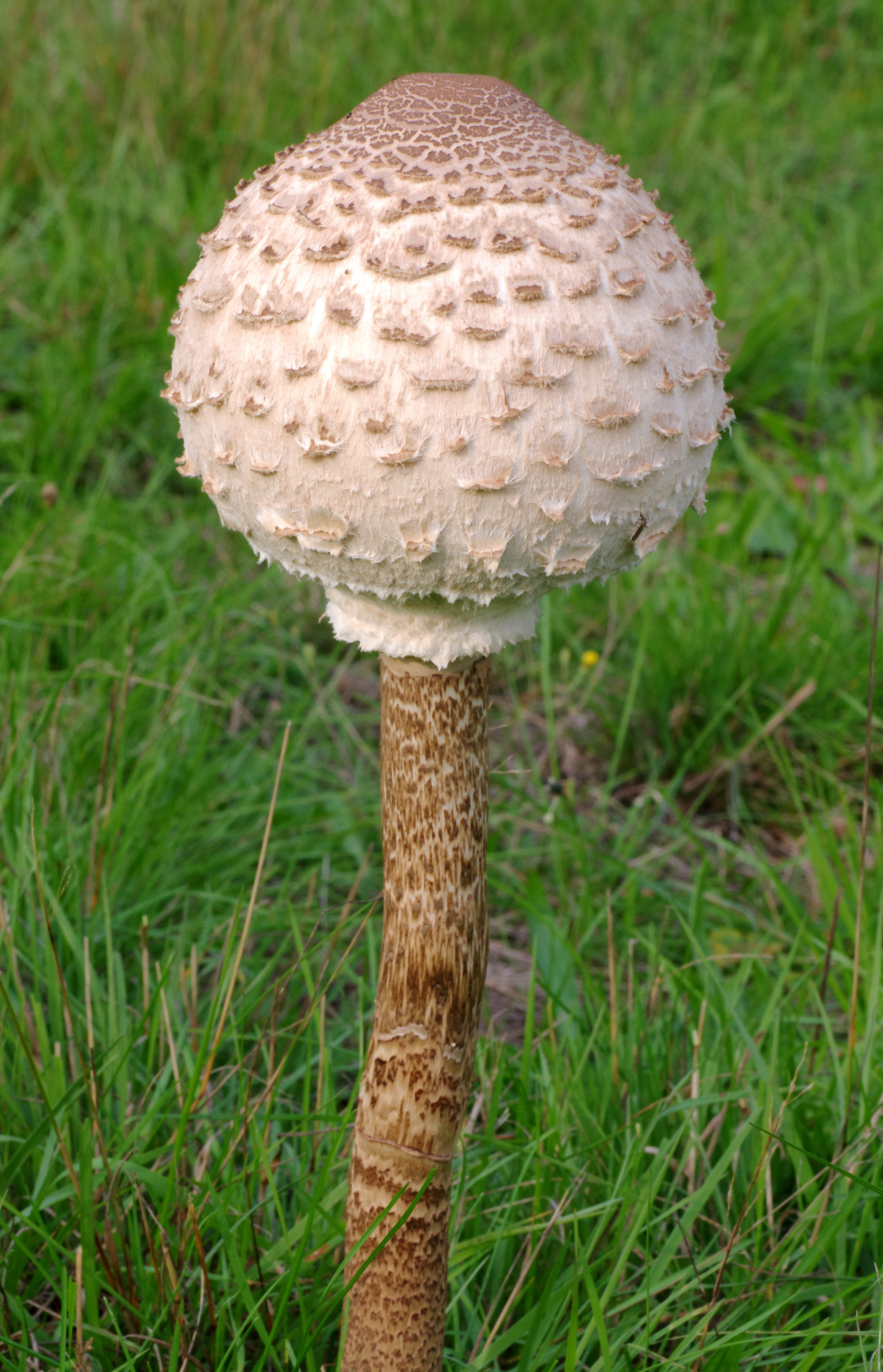
Paukenschlegel-Stadium mit noch fast geschlossenem Hut, nach Ablösung des Hutrandes vom Ring
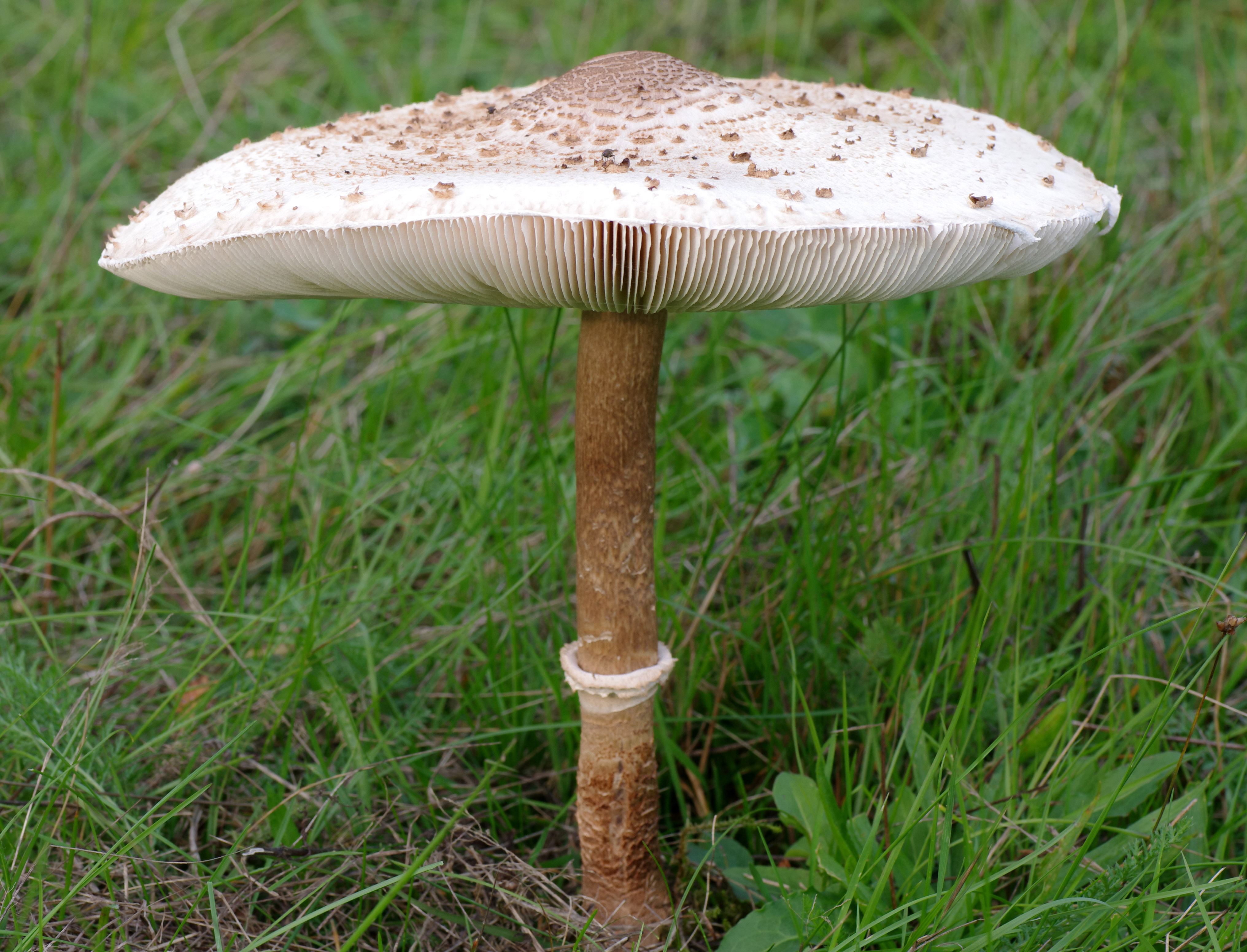
Ausgewachsen mit aufgeschirmtem Hut
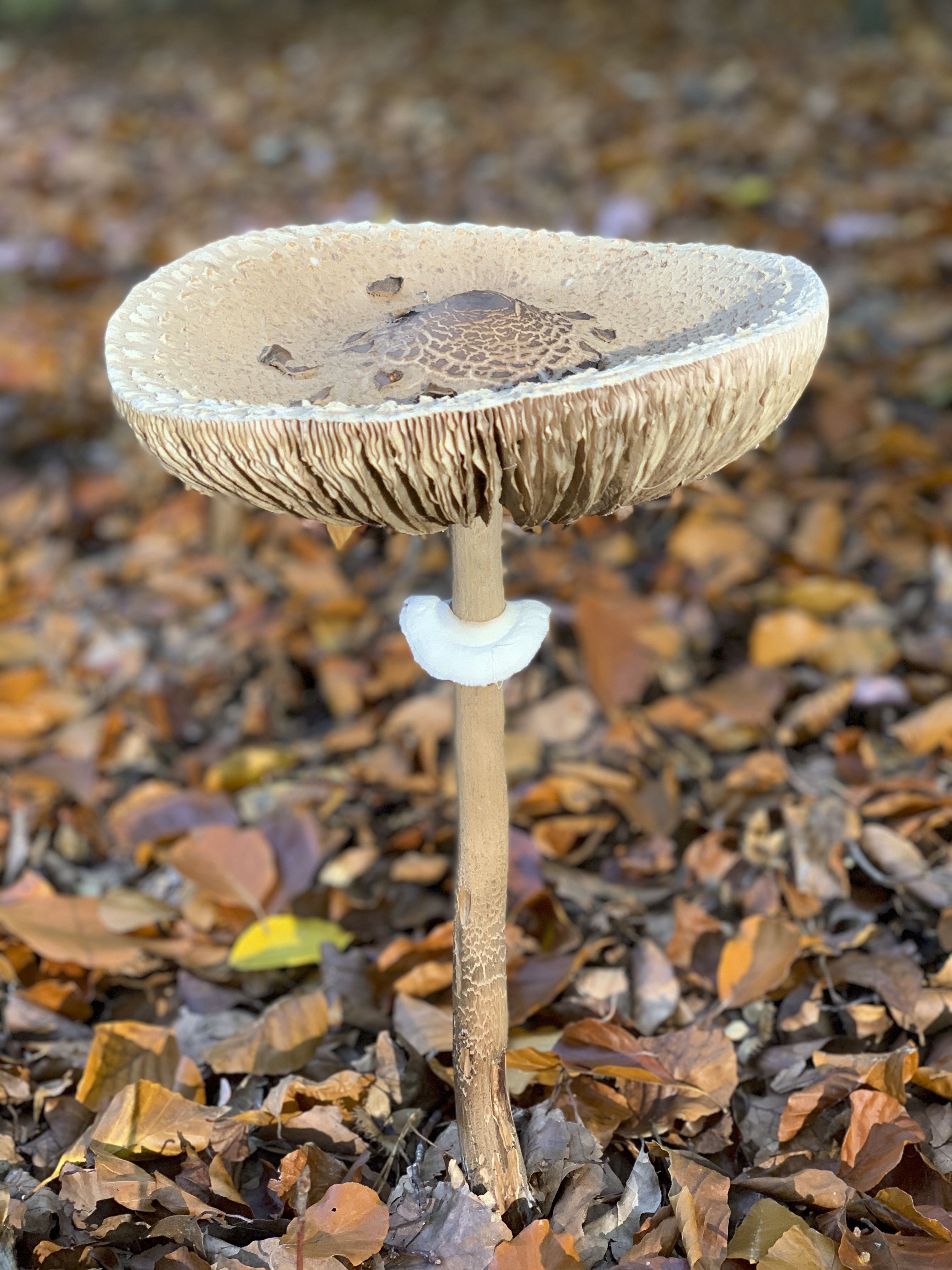
Gealtert mit nach oben gewölbtem Schirm

### Mikroskopische Merkmale
Die Basidien weisen vier Sporen und eine Basalschnalle auf. Die Sporen messen 12–18 × 9–11 (12) µm. Sie sind ellipsoid geformt und sehr dickwandig. Sie weisen einen kleinen Keimporus und eine hyaline Kappe auf. Die Lamellenschneiden sind steril. Die Cheilozystiden sind bis zu 45 (55) × 20 µm groß. Sie sind keulig, utriform bis verkehrt birnenförmig. Sie bestehen oft aus zwei oder drei Zellen. Die Hutdeckschicht wird in der Mitte aus 3,5–10(14) µm dicken, zylindrischen Hyphen gebildet. Sie sind septiert und weisen ein intrazelluläres Pigment sowie stellenweise eine verdickte Wand auf.

## Artabgrenzung
Der kleinere und ungenießbare Spitzschuppige Stachel-Schirmling (Lepiota aspera) sieht ähnlich aus und wächst an vergleichbaren Standorten. Er hat einen deutlichen unangenehmen Geruch („nach Leuchtgas“) und einen hängenden, nicht verschiebbaren Ring. Der sehr seltene Gift-Safranschirmling (Chlorophyllum venenatum) hat einen nicht genatterten Stiel und rötet bei Verletzung. Die in Nordamerika heimische, aber auch in Europa vereinzelt vorkommende Art Chlorophyllum molybdites hat grüne Sporen und verursacht wie die vorige starke Magen-Darm-Beschwerden. Letztere Art soll in den Vereinigten Staaten für die meisten Pilzvergiftungen verantwortlich sein.
Unter den nahen Verwandten ist eine Abgrenzung besonders schwierig. Der Zitzen-Riesenschirmling (M. mastoidea) unterscheidet sich durch zierlichere Fruchtkörper, einen spitz gebuckelten Hut, einen Ring ohne Laufrille und einen nur schwach genatterten Stiel. Der Sternschuppige Riesenschirmling (M. rhodosperma) bildet meist kleinere Fruchtkörper. Er hat nur lose aufliegende, leicht ablösbare Hutschuppen, deren Ränder sich oft abheben. Die Lamellen besitzen mitunter einen rosa Schein. Der Stiel ist meist schwächer genattert als beim Gemeinen Riesenschirmling. Der Grünfleckende Riesenschirmling (M. olivascens) und dessen f. pseudoolivascens besitzen einen grünlich verfärbenden Hut. Der Nordische Riesenschirmling (M. nordica) weist kleinere Hutschuppen auf. Seine Lamellen sind weißlich bis rosa gefärbt und besitzen oft eine grauschwarze Schneide. Der Stiel ist fast kahl oder nur an der Basis leicht aber gröber als beim Gemeinen Riesenschirmling genattert. Der Ring ist doppelt oder komplex. Der Verkannte Zitzen-Riesenschirmling (M. prominens) besitzt einen deutlich gebuckelten Hut mit meist kleineren, ockerfarbenen Schuppen. Bei dieser Art ist auch die Hutmitte geschuppt. Der Stiel weist eine feine, entferntere Natterung auf. Der Ring ist einfach oder wenig komplex.

## Ökologie und Phänologie

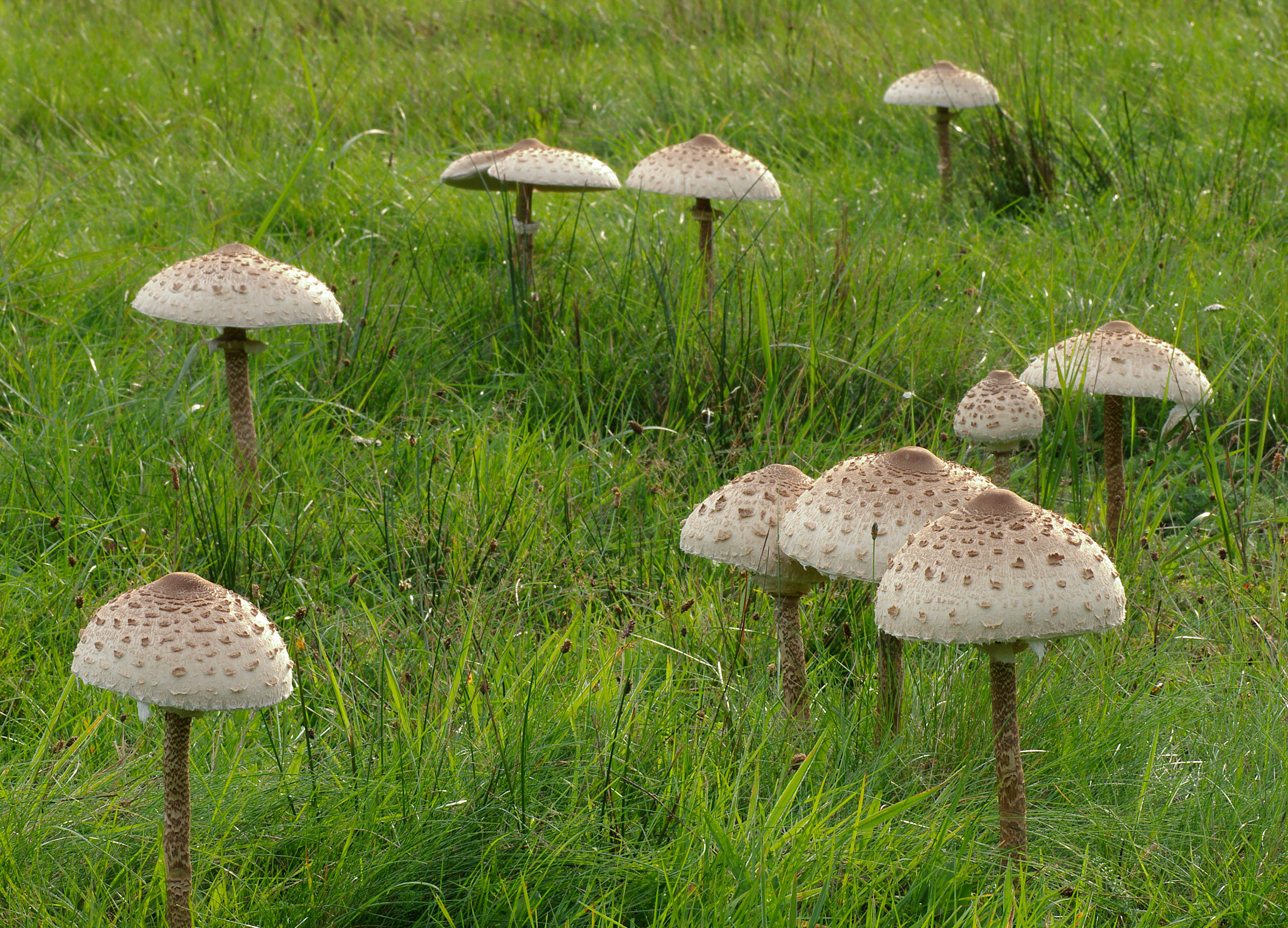
Manchmal wachsen Riesenschirmpilze in Gruppen.

Der Gemeine Riesenschirmling ist in fast allen mesophilen Waldgesellschaften sowie auf offenem Grasland auf lehmigen, frischen Böden anzutreffen. Dabei werden lichte Buchen-, Eichen- und Eichen-Hainbuchen-Wälder auf nährstoffreichem Untergrund sowie entsprechende Fichtenforste als auch Wiesen und Weiden, Parks, Weg- und Waldränder bevorzugt. Die ökologischen Ansprüche ähneln stark jenen des Buschwindröschens. Auf saurem oder sandigem Untergrund kommt der Pilz nur vereinzelt und dann bei Nährstoffreichtum vor. In feuchten Gebieten ist er kaum zu finden. Der Gemeine Riesenschirmling ist vor allem in Wäldern mittleren und höheren Alters anzutreffen. Er ist von der planaren bis subalpinen Höhenstufe zu finden.
Der Gemeine Riesenschirmling lebt saprobiontisch. Die Fruchtkörper erscheinen von Juli bis November, gelegentlich auch früher oder verspätet. Im mediterranen Europa sind sie bereits ab Mai zu finden.:32 Sie treten einzeln bis gesellig, manchmal auch in Hexenringen auf.

## Verbreitung

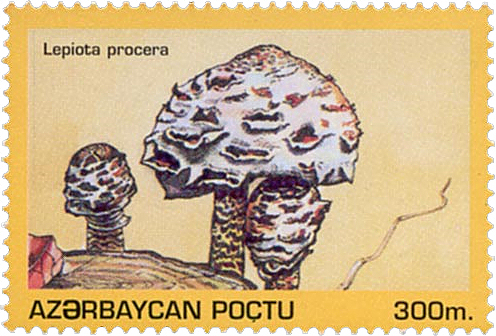
Briefmarke aus Aserbaidschan (1995) mit Riesenschirmpilzen

Aufgrund häufig auftauchender Unklarheiten bei der Artabgrenzung in der Gattung der Riesenschirmlinge sind in den Angaben möglicherweise Ungenauigkeiten enthalten. Der Gemeine Riesenschirmling ist austral bis boreal verbreitet. Er wurde in Amerika, Europa, Afrika, Asien und Australien nachgewiesen. In Amerika reicht das Gebiet von Kanada bis Chile. In Afrika ist er in Kenia und Madagaskar sowie in Nordafrika anzutreffen. In Asien ist die Art von Sibirien und Ost-Russland bis Japan sowie in Indien verbreitet. In Europa ist er, abgesehen von den arktischen Regionen, überall anzutreffen. In Deutschland ist der Pilz weit verbreitet und nirgendwo selten.

## Systematik

### Äußere Systematik
Im Artenkreis um den Gemeinen Riesenschirmling gab es in den letzten Jahren zahlreiche Neuordnungen. Macrolepiota konradii (Huijsman 1943 ex P.D. Orton 1960) M.M. Moser 1967 wurde oft in diesen Komplex gestellt, wobei auch Vermengungen mit dem (eigentlichen) Sternschuppigen Riesenschirmling (M. rhodosperma) vorhanden waren. Derzeit wird M. konradii synonym mit dem Gemeinen Zitzen-Riesenschirmling (M. mastoidea) gesehen. Macrolepiota olivascens f. pseudo-olivascens (Bellù & Lanzoni 1987) Hauskn. & Pidlich-Aigner 2004 zählte früher ebenfalls als Varietät zum Gemeinen Riesenschirmling.

### Innere Systematik
Zum Gemeinen Riesenschirmling zählen momentan die in der folgenden Tabelle aufgeführten Formen und Varietäten.
| deutscher Name            | wissenschaftlicher Name und Autorenzitat                             | abgrenzende Merkmale gegenüber dem Typus |
| ------------------------- | -------------------------------------------------------------------- | --- |
| Düsterer Riesenschirmling | Macrolepiota procera f. fuliginosa (Barla 1888) Vizzini & Contu 2011 | Die Schuppen auf dem Hut sind feiner und düster sepiabraun getönt. Der Stiel ist kaum genattert und dicht mit sehr feinen Flocken bedeckt. Seine Oberfläche verfärbt sich nach Ankratzen rotbraun. |
| Rötender Riesenschirmling | Macrolepiota procera f. permixta (Barla 1888) Vizzini & Contu 2011   | Die Hutoberfläche verfärbt sich durch Reiben weinrötlich. Das Fleisch verfärbt sich im Stiel deutlich orangerötlich.                                                                               |
|                           | Macrolepiota procera var. mediterranea Bon 1993                      | Die Hutschuppen sind mehr oder weniger flüchtig. Die Sporen sind etwas gedrungener geformt. Die Variation wurde bisher nur im Mittelmeerraum nachgewiesen.                                         |

## Bedeutung

### Namensherkunft
Der Name Parasol ist eine veraltete Bezeichnung für „Sonnenschirm“ (im 18. Jahrhundert aus französisch parasol entlehnt, von italienisch para il sole „halte die Sonne ab“) und spielt auf seine charakteristische Form – großer, schirmartiger Hut auf einem langen, schlanken Stiel – an.

### Speisewert

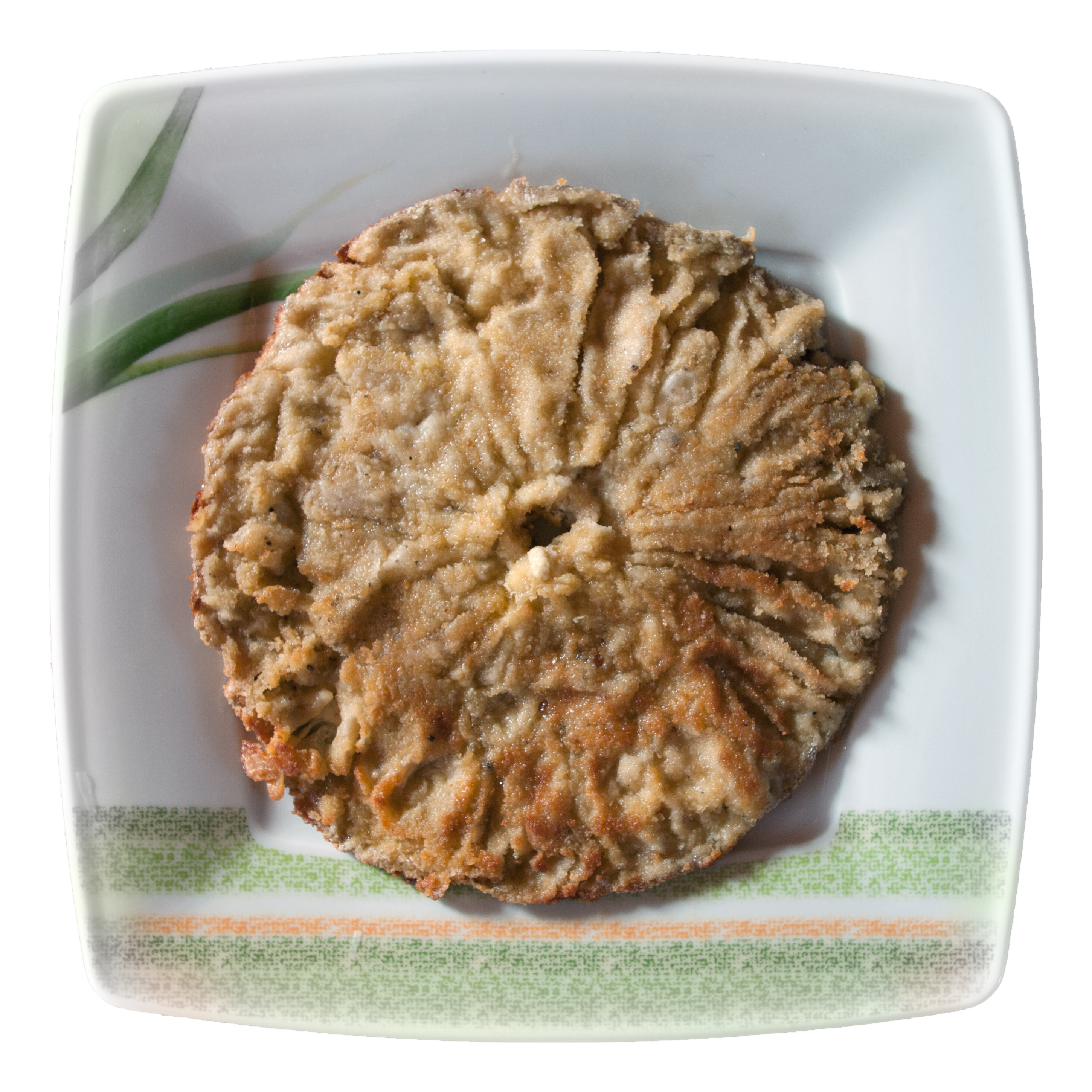
Parasolschnitzel in Panade

Alle Formen des Gemeinen Riesenschirmlings sind essbar und gelten als gute Speisepilze. Verwendet werden meist nur die Hüte, die sich ähnlich wie Schnitzel zubereiten lassen. Die Stiele sind oft zäh und nicht zum direkten Verzehr geeignet, können aber zu Pilzpulver verarbeitet werden. In sehr seltenen Fällen wird von Übelkeit und Brechreiz nach dem Konsum berichtet.

### Speisepilz des Jahres 2017
Der Gemeine Riesenschirmling wurde im Rahmen des Europäischen Pilztags zum Speisepilz des Jahres 2017 gekürt.